# Jelena Tregubova
Jelena Viktorovna Tregubova (rus. Елена Викторовна Трегубова) (rođena 24. svibnja 1973.) ruska novinarka, kritičarka predsjednika Vladimira Putina i njegove vlade.

## Životopis
Studirala je novinarstvo na Moskovskom državnom sveučilištu, karijeru započela u listu Nezavisinaja gazeta. U početku je imala pristup Putinu, ali je otjerana iz Kremlja jer nije slijedila službene upute u izvještavanju. Dana 2. veljače 2004. na nju je izvršen atentat eksplozivnom napravom. Tregubova je izbjegla eksploziju.

### Azil
Tregubova je zatražila azil u Ujedinjenom Kraljevstvu 23. travnja 2007. pošto je iz Rusije prebjegla u London.

## Djela
- 2003. Kremaljski mutanti (rus. Байки кремлевского диггера)

## Vanjske poveznice
- http://www.ljplus.ru/img3/v/o/voeneg/tregubova.jpg